# Expédition Phipps

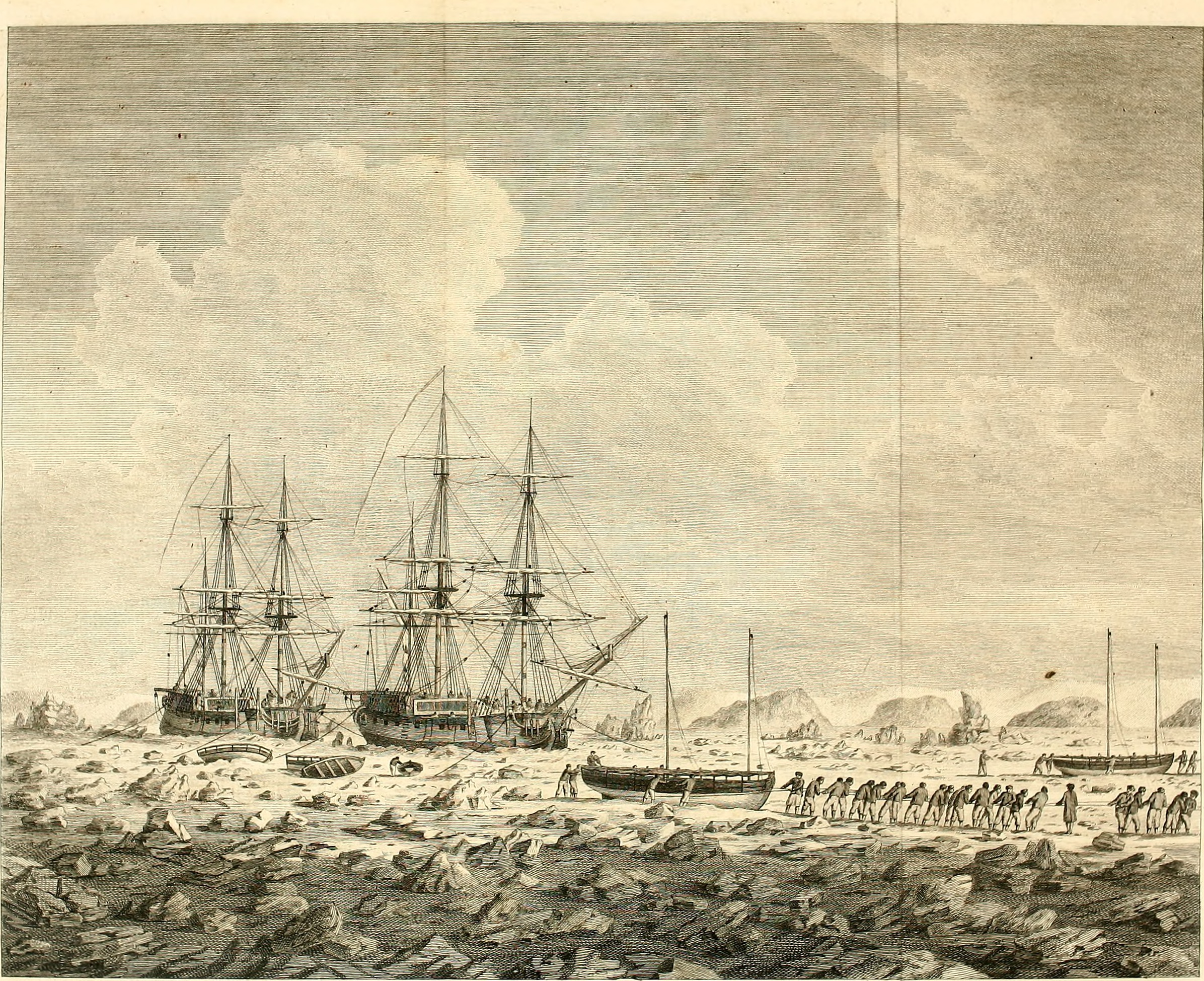
La et la dans la glace.

L'expédition Phipps est, en 1773, une expédition de la Royal Navy suggérée par la Royal Society et en particulier son vice-président Daines Barrington, dans l'espoir de découvrir en une mer libre de glace au pôle Nord.
Deux bombardes, la HMS Racehorse et la HMS Carcass, sont modifiées pour une meilleure protection contre la glace et naviguent vers le pôle Nord à l'été 1773 sous les ordres de Constantine John Phipps et Skeffington Lutwidge. Les navires sont toutefois bloqués par les glaces près du Svalbard.
Le rapport du voyage, publié par Phipps en 1774, contient les premières descriptions scientifiques de l'ours blanc et de la mouette blanche.